# Nicotiana mutabilis
Nicotiana mutabilis är en potatisväxtart som beskrevs av João Renato Stehmann och Semir. Nicotiana mutabilis ingår i släktet tobak, och familjen potatisväxter. Inga underarter finns listade i Catalogue of Life.

## Bildgalleri

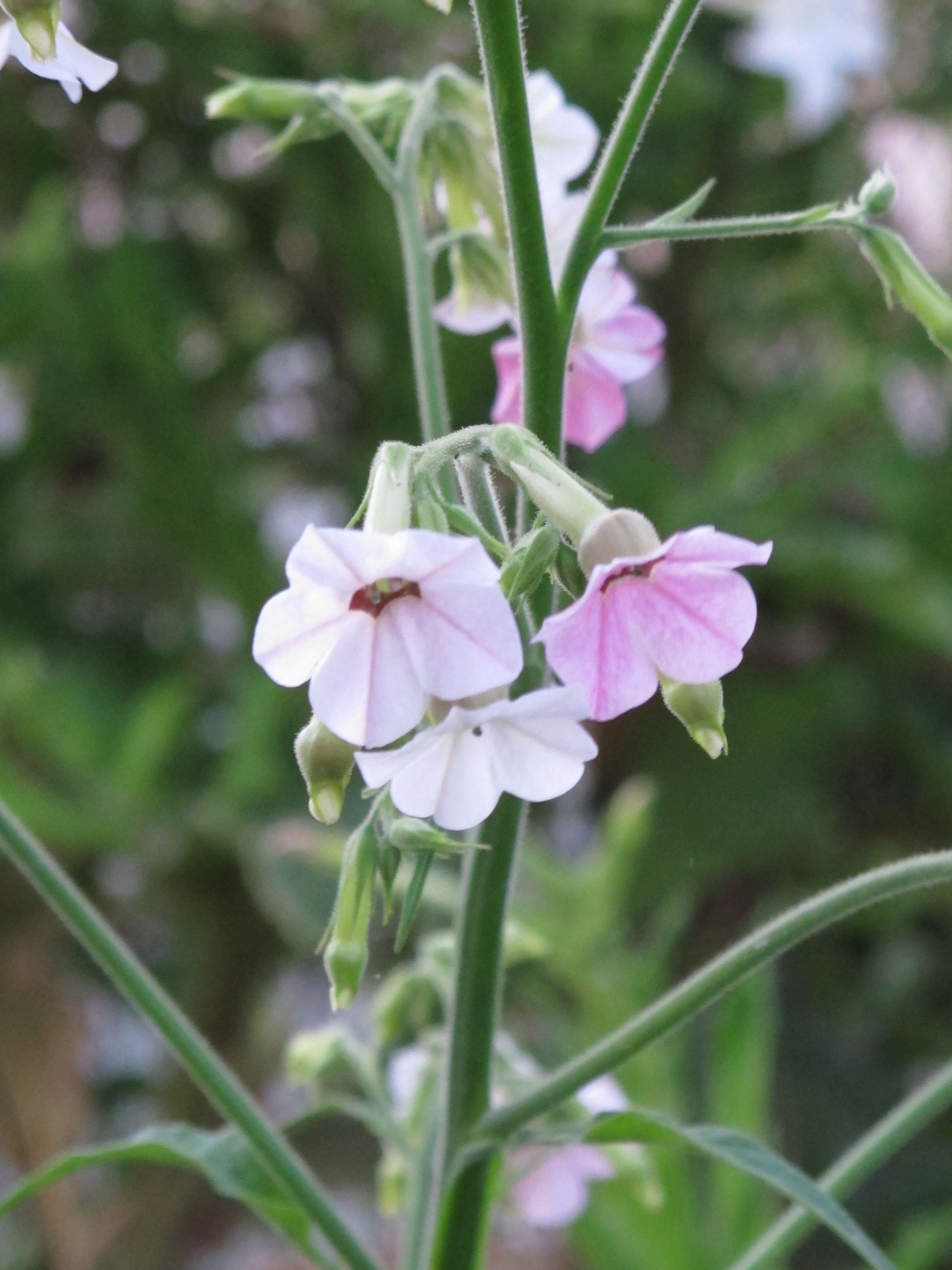
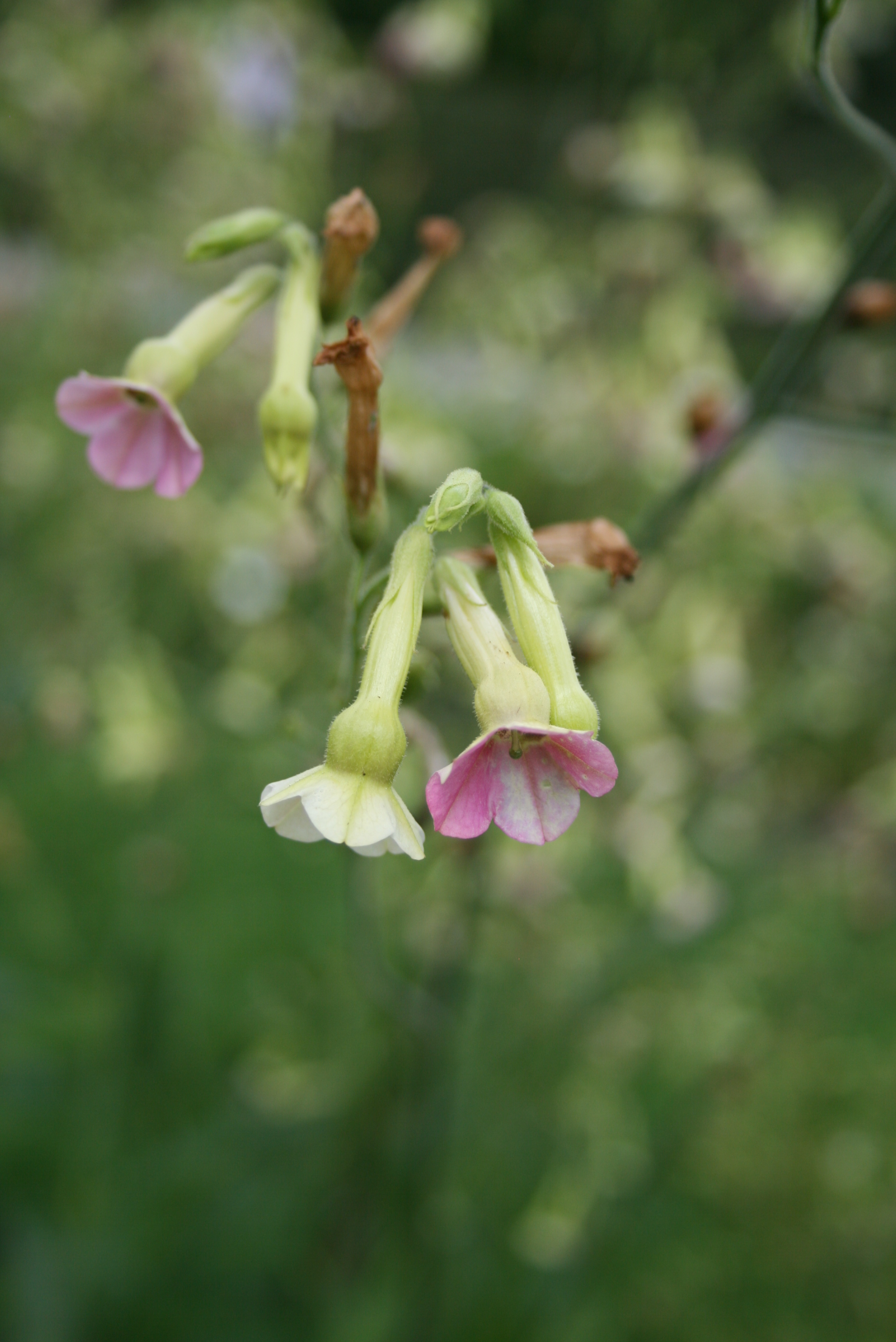